# William Miller (predicatore)
William Miller (Pittsfield, 15 febbraio 1782 – Hampton, 20 dicembre 1849) è stato un teologo e filosofo statunitense, ed è stato la figura più importante di quel filone escatologico cristiano che nel periodo 1830-1840 caratterizzò il fervore religioso degli Stati Uniti d'America, e che sarà conosciuto con il nome di Avventismo.
In particolare e nello specifico, l'insieme dei suoi insegnamenti assumerà il nome di Millerismo, ed i suoi seguaci sono conosciuti con il nome di milleriti.
Al giorno d'oggi, sono numerosi gli eredi spirituali di William Miller, molti dei quali hanno poi sviluppato con il tempo teologie proprie che si differenziano profondamente l'una dall'altra. Tra i tanti eredi possiamo annoverare diverse grandi confessioni religiose, tra le quali sei in particolare spiccano per importanza: la Chiesa cristiana avventista del settimo giorno fondata nel 1863 e alle cui origini si trova il ministero profetico di Ellen Gould White, gli Avventisti del settimo giorno del movimento di riforma (nati nel 1925), nel 1954 la Chiesa avventista del riposo sabatico e i Davidiani (nati nel 1955), la Chiesa cristiana avventista (nata in Salem, nel Massachusetts, dalla fusione dell'Unione della Vita e dell'Avvento di George Storrs con l'Associazione cristiana avventista) e poi nel 1974 la House of Yahweh di Yisrayl Hawkins. Tra i movimenti che hanno trovato ispirazione nella predicazione di Miller, e dalla Chiesa cristiana avventista, ricordiamo gli Studenti biblici  di Charles Taze Russell (il fondatore degli attuali Testimoni di Geova), così come Il libro di Urantia di William S. Sadler (24 giugno 1875 – 26 aprile 1969) che è stato uno psichiatra statunitense avventista che ha contribuito a pubblicare il libro di Urantia e, infine, la Chiesa avventista del riposo sabatico.

## Biografia
William Miller nacque il 15 febbraio 1782 a Pittsfield da William Miller (un capitano dell'Esercito che diede al figlio il proprio nome di battesimo) e da Paulina Phelps (figlia di un noto predicatore battista). A 4 anni la sua famiglia si trasferì ad Hampton, un'area rurale dello Stato di New York. Fu educato nella casa materna fino a 9 anni, per poi frequentare l'allora nascente istituto scolastico East Poultney District School. Benché non abbia svolto studi di tipo universitario, la voglia di conoscenza e l'interesse per lo studio lo seguiranno per tutta la vita. Nel 1803, Willian Miller sposò Lucy Smith e si trasferì nella sua città natale, nei pressi di Poultney nel Vermont, dove acquistò una fattoria dedicandosi professionalmente alle attività agricole.

### Deismo e massoneria
Stabilitosi con la famiglia a Poultney, pian piano si avvicinò al Deismo (benché fosse un battista) immergendosi nella lettura di Voltaire, David Hume, Thomas Paine ed Ethan Allen, e strinse forti legami con la locale loggia massonica Morning Star, che gli valsero importanti incarichi pubblici ed anche qualche opportunità di crescita economica.
Ben presto divenne una persona relativamente benestante, e contestualmente anche uno degli uomini più influenti della città di Poultney.
In merito alla sua militanza nella Massoneria non si conosce molto, ad eccezione di pochi riferimenti biografici ad opera soprattutto dell'estimatore Sylver Bliss, che nel 1853 gli dedicò una biografia ove Willam Miller (elencato come Capitano Miller) viene poi dato come uno dei primi gran maestri di Morning Star Lodge, No. 27. Questa loggia massonica si dice che sia stata "organizzata in Poultney prima del 1800 anche se la data esatta non è nota."
Nella recente biografia di David L. Rowe: "William Miller e la fine del mondo" (God's Strange Work: William Miller and the End of the World , Eerdmans: 2008) viene fornita un'ampia documentazione dei collegamenti massonici di William Miller, notando che ha partecipato a un incontro come un giovane apprendista massone il 4 marzo del 1798, ha aderito al Morning Star Lodge in Poultney e alla fine è salito al rango di Gran Maestro.

### Guerra del 1812
Willian Miller prese parte alla guerra del 1812, partecipando anche alla celebre battaglia di Plattsburg, che vide l'esercito statunitense avere la meglio su quello inglese nonostante la grande disparità di forze in campo.
Terminato il servizio militare nel giugno 1815 con il grado di capitano, dopo pochi mesi tornò nuovamente ad Hampton, nello Stato di New York.

### La conversione
Una serie di fattori tra cui la morte del padre e della sorella e i drammatici ricordi di guerra contribuirono ad innescare un delicato percorso esistenziale che si concluse con il riavvicinamento alla Chiesa Battista, benché probabilmente non avesse rinunciato definitivamente al credo deista, facendolo convivere per qualche tempo con il cristianesimo.
Da questo momento lo studio della Bibbia e la ricerca della verità non lo abbandoneranno più e i temi escatologici saranno al centro delle sue speculazioni. Possiamo dire che il periodo che va dal 1816 al 1823 è incentrato a studiare (Bibbia alla mano) i concetti di "Fine dei Tempi" e del "Secondo Avvento di Gesù".

### La notorietà
Fino ai primi anni ‘30 del XIX secolo Miller resta un personaggio sconosciuto ai più. La sua prima lettura pubblica risale probabilmente al primo sabato dell'agosto 1831 nella città di Dresdan.
Una data importante può essere considerata il 15 agosto 1832 quando inizia a pubblicare una serie di 16 articoli sul giornale battista Vermont Telegraph che in poco tempo gli permetteranno di essere conosciuto da una ampia fascia della popolazione riscuotendo un certo consenso di pubblico.
Forte della popolarità acquisita, nel 1834 pubblica una sinossi dei suoi insegnamenti in un trattato di 64 pagine. La successiva conoscenza di Joshua Vaughan Himes, un pastore di una chiesa di Boston nonché serio editore accrescerà la sua visibilità: il 28 febbraio 1840 appare il suo primo articolo nel quindicinale Segni dei Tempi, rivista a tutt'oggi esistente.
Nel frattempo cominciano a nascere numerose pubblicazioni indipendenti a favore degli insegnamenti di Miller, il quale è ormai occupato a percorrere in lungo e in largo tutto il paese facendo comizi, incontri e sermoni in un crescendo di consensi anche al di fuori del continente americano.

### L'attesa del Secondo Avvento e la Grande Delusione
Negli Stati Uniti, i primi decenni del XIX secolo sono caratterizzati da un clima di fermento religioso con pochi precedenti, e Miller può benissimo essere considerato un rappresentante dei suoi tempi. Gli storiografi attribuiscono un'importante rilevanza storica alle previsioni di Miller, con un conseguente considerevole impatto sulla cultura religiosa contemporanea americana (e non solo).
Già a partire dal 1818 Miller aveva maturato la convinzione che il "Secondo Avvento di Gesù" sarebbe avvenuto tra il 21 marzo 1843 e il 21 marzo 1844. Il fondamento della sua convinzione era incentrato sul capitolo 8, versetti 13 (domanda) e 14 (risposta) del Libro di Daniele: 8,13 "Allora intesi un Santo che parlava e un altro Santo disse a quel tale che parlava: <<Fino a quando durerà la visione: il sacrificio perpetuo rimosso, l'empietà devastatrice che vi è stata installata e il santuario e la milizia conculcati?>>." 8,14 "Gli rispose: <<Ancora duemilatrecento sere e mattine! Allora sarà fatta giustizia al santuario!>>."
Il punto di partenza del computo era rappresentato dal settimo anno del regno di Artaserse I di Persia, cioè il 457 a.C., e, adottando il principio del giorno-anno, ad ogni giorno profetico fu attribuito il valore di un anno solare. Dopo l'insuccesso della previsione, la data viene spostata al 18 aprile 1844, adducendo come possibile causa d'errore l'utilizzo del calendario ebraico non corretto (il Rabbinico in luogo dell'appropriato caraita). Ma anche questa previsione non si avverò. In un clima sempre più acceso, nell'agosto del 1844 un sostenitore di Miller, Samuel S. Snow, al camp-meeting di Exter nel New Hampshire cogliendo di sorpresa lo stesso Miller presenta un messaggio noto come "Messaggio del settimo mese" e/o "messaggio del vero grido di mezzanotte", che, basandosi sempre su Libro di Daniele 8,14 e sul calendario ebraico caraita, sostiene che Gesù si sarebbe rivelato al mondo "il decimo giorno del settimo mese" dell'anno in corso, ossia tra i giorni 22 e 23 ottobre 1844.
All'alba del 23 ottobre 1844 quando il sole si leva senza che alcunché di visibile sia accaduto, è chiaro a tutti che la previsione di Snow e Miller era errata. Quest'ultima esperienza è conosciuta con il nome di "Grande Delusione" (in inglese Great Disappointment). Lo studioso Richard Lehmann nel suo libro Les Adventistes de suptième jour (Editions Brèpols, 1987, pagg. 12-13), sostiene che Miller, senza saperlo, sviluppò a modo proprio le convinzioni già espresse da altri, quali il gesuita Manuel Lacunza, il giurista messicano presso il tribunale dell'Inquisizione Gutierry de Rozas, il pastore anglicano e poi battista R. Scott, ed il missionario britannico J. Wolff.

### Il post-22 ottobre 1844
Dopo la Grande delusione del 22 ottobre 1844, molti dei seguaci di Miller si allontanarono, mentre una buona parte di essi (verosimilmente la maggioranza), una volta superato lo shock, cercarono di trovare una soluzione e/o una giustificazione razionale all'errore. Il 29 aprile del 1845 nella città di Albany si tiene uno dei più importanti meeting nella storia dell'avventismo post-ottobre 1844, alla quale partecipano praticamente tutti i principali leader del movimento: Himes, Elon Galusha, Josiah Litch e Sylvester Bliss, nonché lo stesso Miller. La Conferenza generale di Albany (New York), che ha avuto inizio nel 1845, è stata uno dei principali gruppi che hanno provocato la nascita della Chiesa Cristiana Avventista.
Fondamentalmente furono due le principali forme di risposta alla Grande Delusione che i Milleriti seppero elaborare.
La prima forma di risposta (adottata poi dalla Chiesa Cristiana Avventista, nata dalla fusione dell'Unione della Vita e dell'Avvento di George Storrs con l'Associazione Cristiana Avventista) afferma semplicemente che l'attesa era giusta e la data sbagliata.
La seconda forma (adottata poi dalla Chiesa Cristiana Avventista del Settimo Giorno) afferma che il giorno era corretto, ma errato era l'oggetto dell'attesa. Il maggiore sostenitore di questa risposta fu Hiram Edson (1806-1882). Mentre il fondatore della Fede Bahá'í, Bahá'u'lláh, affermava di rappresentare lui stesso il Ritorno di Cristo come pure di rappresentare le aspettative di altre religioni portando anche prove della Fine del mondo e della Sua posizione al riguardo. L'affermazione della Fede Bahá'í coincide con la profezia di William Miller, che indica l'anno 1844. Per i bahá'í di provenienza cristiana, Bahá'u'lláh adempie le promesse del Cristo di "ritornare nella Gloria del Padre" e come "un ladro nella notte".
La data del 1844, anno di fondazione della Fede, si lega a numerose profezie cristiane. I bahá'í, per esempio fanno notare che l'Africa Centrale fu aperta alla Cristianità intorno al 1840 e che quell'evento fu ampiamente commentato come l'adempimento della promessa del Cristo di ritornare dopo che "il Vangelo fosse stato predicato a tutte le nazioni." I bahá'í vedono negli insegnamenti di Bahá'u'lláh l'adempimento della promessa di Cristo di riunire tutte le genti così da divenire "un solo gregge" sotto "un solo pastore."Il 27 giugno del 1844 - Joseph Smith, il fondatore del Mormonismo, viene ucciso a Carthage. Relativamente a particolari attese della fine dei tempi, è stato argomentato che la battaglia di Armageddon è già avvenuta e che i martirii di massa previsti per la fine dei tempi siano già avvenuti nel contesto storico della Fede Bahá'í.
Il Dr. Joseph Wolff (1795-1862) è stato un grandissimo missionario ebreo tedesco convertito a Gesù Cristo. I suoi viaggi sponsorizzati dalla Società Biblica per le Sacre Scritture di Londra furono per lo più alla ricerca delle Dieci tribù perdute d'Israele. Portò il messaggio di Cristo in ben 14 lingue in tutto il mondo. Evangelizzando il secondo avvento di Cristo e distribuendo materiale biblico in molte lingue come Bibbie, Nuovi Testamenti e porzioni di essa. Avvicinò a Cristo ebrei, cristiani e Musulmani. Questo al tempo che William Miller predicò il ritorno di Cristo per il 22 ottobre 1844 secondo la profezia di Daniele 8:14..
Morì il 20 dicembre 1849 ad Hampton, nello Stato di New York.